# 은허
은허(殷墟)(기원전 1600년 ~ 1046년)는 중국 허난성(河南省) 안양시 안양 현(安陽縣) 북서 일대에 있는 상(商) 왕조 시대 유적이며, 그 유적을 남긴 고대 도시의 이름으로서 상나라 후기 수도로 여긴다. 주요 유물로는 고대 문자인 갑골문(甲骨文)이 있다.
상나라의 첫번째 도읍은 상구(商丘). 마지막이자 일곱번째 도읍이 안양. 

## 발굴 및 성과
1899년 이곳에서 갑골문 발견을 계기로 중앙 연구원 역사언어연구소는 1928년부터 1937년까지 15회에 걸쳐 발굴 조사하였다. 그 결과 다량의 갑골, 십수 좌(座)의 큰 묘, 1000좌에 달하는 작은 묘, 은(상)나라 궁전이나 주거지를 발견해서 이 땅이 반경(盤庚) 이후 은나라 수도였음을 확인했다.
중앙에는 토단(土壇)을 쌓아올린 궁전초석과 토단 주위에 수혈식(竪穴式)으로 된 주거 유적이 있는데, 제왕(帝王)·왕족의 주거는 지상식인 반면 일반 백성의 주거는 수혈식이었다. 또한 그 외곽에서는 도기·골기 등을 만드는 장인의 공장과 주거지가 많이 발견되었다. 큰 묘는 네모꼴이거나 아형(亞形)이며, 중앙의 관을 둘러싼 부장품으로는 청동의 용기, 무기, 악기, 옥으로 만든 장신구 등이 놓여 있었다.
1976년에는 궁전 및 종묘 지구에서 처녀분인 부호(婦好)묘가 발굴되어 최고 수준의 청동기 유물들이 다수 출토되었다. 부호는 은의 임금 무정(武丁)의 비(妃)로서 중국 역사상 최초로 언급되는 여장군으로 유명하며, 그의 아들들은 무정의 사후 은의 왕위를 이었다. 이 무덤은 축조 연대가 확실하며, 피장자의 이름 역시 명확하여 은의 역사와 문화를 연구하는 데에 큰 기여를 하게 된다. 수습된 유물은 1,928점인데 청동기 468점, 옥기 755점, 골기 564점이며 그외 석기류도 발굴되었다. 주목할 점은 16구의 순장 인골의 출토이며, 그외 6마리의 개가 순장되었다. 그외 무덤의 위에는 제사용 건물인 향당의 흔적이 발굴되었다.
이들은 세계 청동기문화의 제1급 작품으로, 발굴된 유물들은 안양의 은허박물관을 비롯 정주(鄭州)의 하남성박물관(河南省博物館) 등에 소장되어 있다.

## 같이 보기
- 안양 현
- 상나라